# Ekonomiczna efektywność wykształcenia
Ekonomiczna efektywność wykształcenia – jedno z ważniejszych kryteriów oceny systemu szkolnictwa, przedmiot badań socjoekonomiki.
Zazwyczaj mierzona poprzez porównanie dochodów osób z różnym stopniem wykształcenia (badanie wpływu zdobywania kolejnych stopni naukowych na wzrost zarobków), przy czym w rachunku należy uwzględnić zarówno bezpośredni, jak i alternatywny koszt kontynuacji procesu kształcenia. 
Kolejnym miernikiem jest szansa zdobycia pracy w zależności od stopnia wykształcenia, a także długość okresu poszukiwania pracy. 
Ekonomiczną efektywność wykształcenia możemy również oceniać na podstawie umiejętności alokacji, tzn. umiejętności zdobywania, selekcji, przetwarzania informacji oraz odpowiedniej ocenie ryzyka i konsekwencji ekonomicznych podejmowanych wyborów. 
Powyższe mierniki mogą być odnoszone także do konkretnych placówek oświatowych, co znajduje odzwierciedlenie np. w rankingach szkół wyższych.
Wykorzystanie ekonomicznych mierników efektywności wykształcenia umożliwia skuteczniejsze z punktu widzenia rynku pracy zarządzanie oświatą. 

## Ekonomiczna efektywność wykształcenia w Polsce
Badanie wpływu wykształcenia na wynagrodzenia w Polsce wskazuje, że mediana zarobków osoby z wykształceniem podstawowym wynosi 1800 PLN, osób z wykształceniem zawodowym – 2100, wyższym - 3500, natomiast pracowników z dyplomem MBA - 10 500 PLN. Różnice w zarobkach oraz większa dostępność placówek oświatowych skutkują zauważalnym w ostatnich latach wzrostem popytu na usługi edukacyjne, szczególnie w zakresie szkolnictwa wyższego.
W 2008 roku przeciętne miesięczne wynagrodzenie brutto ogółem wyniosło około 3 179 zł. Osoby z wyższym wykształceniem zarabiały niemal 4 480 zł, czyli o ponad 57% więcej niż osoby, które zakończyły edukację na poziomie technikum lub szkoły policealnej, i ponad dwukrotnie więcej w stosunku do będących w najgorszej sytuacji osób z wykształceniem podstawowym.
Różnice w wysokości osiąganych wynagrodzeń w Polsce pomiędzy osobami o najniższym i najwyższym poziomie wykształcenia powiększały się systematycznie w okresie transformacji. W 1988 roku wynagrodzenia osób z wyższym wykształceniem były przeciętnie o 37% wyższe niż płace pracowników z wykształceniem podstawowym, a w 2004 roku różnice te sięgały już niemal 120%. Ostatnie kilka lat przyniosło jednak wyhamowanie dynamiki tych procesów – w 2008 roku odnotowano różnicę rzędu 106%. Jeżeli za punkt odniesienia zostanie przyjęty poziom wyższy średni z klasyfikacji ISCED, a populacja pracujących zostanie ograniczona do osób w wieku 25-64 lata, to relatywne wynagrodzenia osób, które ukończyły studia wyższe w Polsce, w 2006 roku były jednymi z najwyższych w krajach OECD (różnica 73% w stosunku do osób w wykształceniem średnim). Wyższe dysproporcje występowały jedynie na Węgrzech (120%) oraz w Czechach, Portugalii i Stanach Zjednoczonych (około 76-83%). Z drugiej strony, płace osób o najniższych kwalifikacjach były w Polsce tylko o 16% niższe niż płace osób o wykształceniu średnim.

## Literatura
- Orczyk Józef: Polityka społeczna. Uwarunkowania i cele. AE Poznań, 2008